# Estadio Héroe de Nacozari
Estadio Héroe de Nacozari ist ein Stadion in Hermosillo, der Hauptstadt des mexikanischen Bundesstaates Sonora, das bei Leichtathletik- und Fußballveranstaltungen 21.175 Besucher aufnehmen kann.

## Geschichte
Mit dem Namen wird Jesús García Corona (1881–1907) geehrt, der als „Held von Nacozari“ in die Geschichte einging, als er die Stadt Nacozari de García vor einer Explosionskatastrophe rettete, dabei aber selbst ums Leben kam.
Das Stadion diente bereits mehreren Vereinen aus Hermosillo in der dritten und vierten Liga als Heimspielstätte. In dreieinhalb Spielzeiten war es sogar Spielort der zweiten Liga, als jeweils für eine Saison die Gallos Blancos de Hermosillo (1995/96) und die Coyotes de Sonora (2005/06) sowie für anderthalb Jahre die Guerreros FC (Mitte 2009 bis Ende 2010) in derselben vertreten waren.
Am 13. September 1992 war das Stadion zum bisher einzigen Mal Austragungsstätte einer Erstligabegegnung, als der Puebla FC sein Heimspiel gegen Atlante (0:0) hierher verlegt hatte. Zu Beginn der Saison 1992/93 konnte der Verein sein Stadion nicht nutzen und musste seine ersten fünf Heimspiele auf fremden Plätzen austragen, wobei das dritte Heimspiel am fünften Spieltag in Hermosillo stattfand.
Außerdem finden in dem Stadion gelegentlich Konzerte statt. So trat am 28. Juli 2011 der kolumbianische Weltstar Shakira im Estadio Héroe de Nacozari auf.